# カーニバーガー
カーニバーガー（Krabby Patty）は、ステファン・ヒーレンバーグによるアメリカ合衆国のアニメ作品『スポンジ・ボブ』に登場するファーストフード店カニカーニにおいて販売されている架空のヴェジーバーガーである。シリーズ作成者のステファン・ヒーレンバーグはカーニバーガーのパテには食肉が含まれていないと明確に述べている。

## 概要
カーニバーガーはカニカーニの創設者であるカーニとカーニのライバルであるプランクトンによって作られた料理である。カニカーニにおいては主にフライ係のスポンジ・ボブが調理を行う。カーニバーガーはカニカーニのトレードマークの料理であり、ビキニタウンで最も有名なハンバーガーでもある。
スポンジ・ボブのシリーズ全体においてプランクトンはカーニバーガーの秘密のレシピを盗もうとしている。これらの関係はスポンジ・ボブのシーズン5のエピソード「親友?それとも敵?」において詳細に述べられている。

## 役割
カーニバーガーはスポンジ・ボブの最初のエピソードである「バイト募集中」において初めて登場した。シリーズ内には様々なバリエーションのカーニバーガーが登場している。
カーニバーガーはカニカーニにおいて販売されているハンバーガーである。カーニバーガーはビキニタウンで最も成功した料理の一つであるとされる。「カーニバーガーの秘密のレシピ」は厳重に保護された企業秘密のレシピであり、カニカーニのライバルであるレストラン「エサバケツ亭」の経営者のプランクトンはカーニバーガーの秘密のレシピを狙っている。しかし、プランクトンは秘密のレシピを手に入れようとするも毎回失敗する。これはシリーズ全体で繰り返される主要なテーマである。カニカーニは通常カーニバーガーの有名な味により顧客を呼び寄せているが、プランクトンが経営するエサバケツ亭において販売されている「エサ」はほとんど食べられていない。そのため、カニカーニは自由に価格つり上げを行うことができる。
カニカーニは「58回目の運転免許試験」や「ドライブスルーで大騒ぎ」、「スポンジ・ボブ 海のみんなが世界を救Woo!」など時々エピソード内でドライブスルーを持っている事が示されている。カーニは、カニカーニとカーニバーガーは清潔で衛生上問題ないとしている。
原語版では、カーニバーガーを「ハンバーガー」や「バーガー」と呼ぶことはない。代わりに「パティ」や「サンドイッチ」の類で呼ばれることが多い。

## 材料
カーニバーガーにはバンズ、パテ、ピクルス、レタス、トマト、チーズ、ケチャップ、マスタード、タマネギ、そしてその他の食材 (マヨネーズ、塩など) が含まれている。またパテは冷凍保存されており、食肉が含まれていない。カーニバーガーの秘密のレシピはシリーズで明らかにされた事は無いが「クセになる味」では、カニカーニがカーニバーガー含め多くの「パティボールト」を持っていることが明らかになっている。
カニカーニのメニューは主にフライドポテトや炭酸飲料などの通常のファーストフードのメニューで構成されている。その代表的なメニューであるカーニバーガーはビキニタウンの市民によって祝われている。「スポンジ・ボブ 海のみんなが世界を救Woo!」においてカーニは次のように述べている。「The Krabby Patty is what ties us all together! Without it, there will be a complete breakdown of social order! (カーニバーガーは私たち全員を結びつけるものです。それがなければ、社会秩序は完全に崩壊するでしょう)」
カーニバーガーはパテ、レタス、チーズ、玉ねぎ、トマト、ケチャップ、マスタード、ピクルスの順に乗せて作られ、それをバンズで挟み作られる。

### バーガー一覧
- カーニチーズバーガー
- カーニダブルバーガー
- カニだらけバーガー
- カニジュニアバーガー
- カニなしバーガー
- モンスターカーニバーガー
- お子様バーガー
- ダブルカーニバーガー（「スポンジ・ボブ ズボンはまん丸」）
- トリプルカーニバーガー（「スポンジ・ボブ ズボンはまん丸」）
- カーニバーガーセット（「スポンジ・ボブ ズボンはまん丸」）
- カラーバーガー
- 非常用カーニバーガー
- 冷凍カーニバーガー（「さよならカーニバーガー」）
- 新作バーガー
- キングカーニバーガー
- ウインナーバーガー（「スポンジ・ボブ クビになる」）
- ピザバーガー（「スポンジ・ボブ クビになる」）
- ブリトーバーガー（「スポンジ・ボブ クビになる」）
- ヌードルバーガー（「スポンジ・ボブ クビになる」）
- ナイトバーガー（「夜のナイトバーガー」）
- テーブルバーガー（「病気になっちゃった!」）
- ウィンドウバーガー（「病気になっちゃった!」）
- 顔面バーガー（「病気になっちゃった!」）
- エグゼクティブバーガー（「エグゼクティブになろう」）

### カーニバーガーの秘密のレシピ
カーニバーガーの秘密のレシピはほのめかされた事はあったが、シリーズを通して謎のままである。エピソードにおける主な展開としてはスポンジ・ボブがカーニバーガーを作り、通りの向こう側にあるレストラン「エサバケツ亭」の店主プランクトンが、顧客を引き付けるためレシピを手に入れようとするという物が挙げられる。カーニバーガーの秘密のレシピは厳重に守られた企業秘密であり、視聴者はその内容について推測するようになった。カーニバーガーの秘密のレシピを推測するために、ファンによりいくつかの理論が形成されている。
シリーズアニメーターのヴィンセント・ウォーラーによると、「カーニバーガーには肉がまったく含まれていない」とされる。これは、シリーズの作成者であるステファン・ヒーレンバーグが常に計画していたものである。ショーライターでプランクトンの声優であるミスター・ローレンスは、ショーの作家が魚を食べ物として描写したり、少なくとも魚がお互いを食べ物として食べたりすることは許可されていないと説明した。彼は、エサバケツ亭を除きビキニタウンでは肉が提供されていないとした。(「つり針あそび」「願いの井戸」「俺の脚は恋してる」などのエピソードにおいては、魚が人間によって消費されていることを描写またはほのめかされている)
一部のコメンテーターは、実際にはカーニバーガーに秘密の材料はないと示唆しており、カーニの惨めさを指摘している。Hollywood.comのライターは、「プランクトンのエサバケツ亭に顧客集中するのを阻止するために、カーニが思いついたすべての巧妙な策略だ。合法的に素晴らしいマーケティングだ」として信じている。エピソード「カーニバーガー泥棒」ではカーニバーガーに本当に秘密の材料があり、それが高いセキュリティでカニカーニに届けられることを示していた。
カーニバーガーの秘密のレシピが将来のエピソードで明らかになる可能性について、ヴィンセント・ウォーラーは「would not count on it (それを当てにしないだろう)」と述べた。2019年にヴィンセント・ウォーラーは「2018年に亡くなったステファン・ヒーレンバーグがそれを見た唯一の人物であるだろう」と述べた。

## 現実世界におけるカーニバーガー

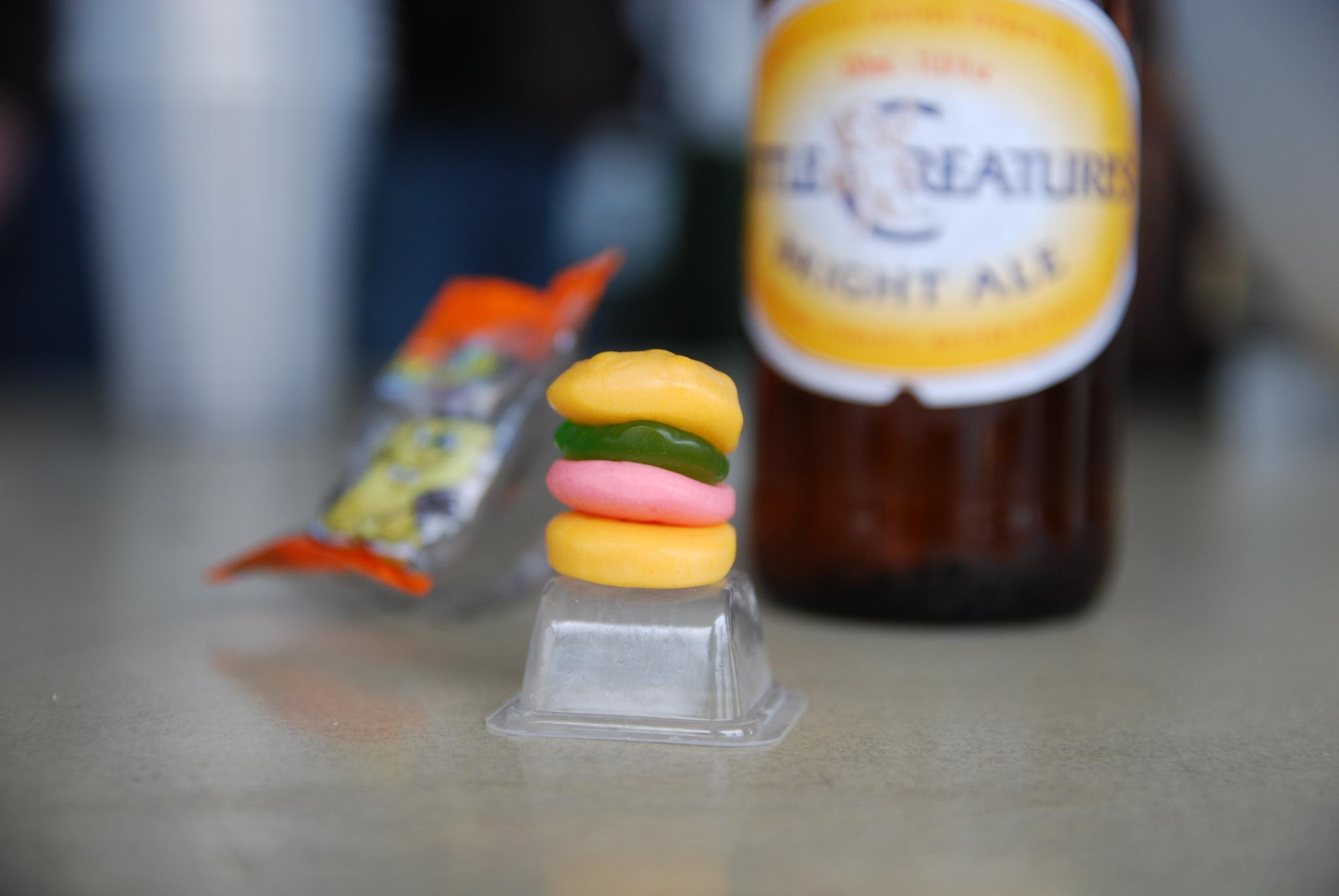
カーニバーガーのグミ

USAトゥデイなどの出版物は、多くの人が実生活で存在を望む架空の食品の中にカーニバーガーを挙げているが、ニューヨーク・デイリーニューズによると、ショーで見られるものと同様のハンバーガーを提供するレストランが4つある。これらのハンバーガーには、「ズワイガニのクリスピーライス」「プーケットファンタジー」「アングリークラブベネディクト」「ソフトシェルクラブタコス」が含まれる。
カーニバーガーは主にニューイングランドで、実際のグミ菓子にも影響を与えた。2008年、テキサスA&Mヘルスサイエンスセンター医科大学の医師は、中華人民共和国のミルクに含まれる汚染物質により、子供が消費するキャンディーが汚染されている可能性があるとし、キャンディーがどこで生産されているかを知っておくように両親に警告した。カーニバーガーを模したグミ「SpongeBob Gummy Krabby Patties」は中華人民共和国で生産されたキャンディーの1つであった。キャピタル大学の学生新聞の記者は、ハロウィーンのキャンディーのレビューで、グミキャンディーに10点満点中2点の評価を与えた。
カーニバーガーは、ニューヨークのメトロポリタン美術館において行われたメットガラの2番目のコスチュームとしてケイティ・ペリーが使用した。スポンジ・ボブミュージカルにおいて、カーニバーガーはパレスシアターの舞台で俳優によって描かれた。カーニバーガーは化粧品や犬用おもちゃなど様々な商品のデザインに利用されている。